# Pseudorhynchus pungens
Pseudorhynchus pungens är en insektsart som beskrevs av Hermann Rudolph Schaum 1853. Pseudorhynchus pungens ingår i släktet Pseudorhynchus och familjen vårtbitare.

## Underarter
Arten delas in i följande underarter:
- P. p. meridionalis
- P. p. pungens
- P. p. striatus
- P. p. werneri